# Tillett-Inseln
Die Tillett-Inseln sind eine Gruppe verstreuter und bis zu 70 m hoher Inseln vor der Küste des ostantarktischen Kemplands. Sie  liegen 8 km nordöstlich des Kap Wilkins.
Wissenschaftler der britischen Discovery Investigations entdeckten und benannten sie 1936. Der weitere Benennungshintergrund ist nicht überliefert.